# رييس جاميس
رييس جاميس (بالإنجليزية: Reece James)‏ (7 نوفمبر 1993 المملكة المتحدة - ) هو لاعب كرة قدم بريطاني، يلعب كمدافع.

## روابط خارجية
- رييس جاميس على موقع قاعدة بيانات كرة القدم.إي يو (الإنجليزية)
- رييس جاميس على موقع Soccerbase.com (لاعب) (الإنجليزية)
- رييس جاميس على موقع Soccerway.com (الإنجليزية)
- رييس جاميس على موقع AS.com (الإسبانية)